# Calapooya
Calapooya (Kalapuya, Kalapooia, Calapooia), glavno pleme porodice Kalapooian s rijeka Willamette u Oregonu. Od Umpqua oni su nazivani Kait-ka, dok su ih Luckiamute nazivali Tsänh-alokual amím. Calapooye su se dijelili na nekoliko bandi, to su: Ampishtna, istočno od gornje Willamette; Tsanchifin,  Tsankupi, Tsawokot i Tsanklightemifa, s područja grada Eugene City; i Tsankupi u Brownsvilleu, okrug Lynn. Negdje 1824. Calapooye pogađaju epidemije koje su ih uveliko oslabile. Ugovorom u Daytonu 22, siječnja 1855., oni odlaze na rezervat Grand Ronde gdje ih je 1910. popisano tek 5; svega 106 svih Kalapooiana. 
Calapooye i srodnici im, nisu bili ovisni o lososu. Glavno zanimanje bilo im je lov i kopanje korijenja. Od ranih autora opisani su kao najindolentniji domoroci ovoga kraja. Oni su ipak bili konstantno u ratu s pacifičkim plemenima. Poznavali su neku vrstu modificiranog ropstva i deformaciju lubanje (fronto-oksipitalna spljoštenost; vidi oksipitalna lubanja). 

## Vanjske poveznice
- The Kalapuyans
- The Kalapuya & the U.S. Government